# Albert Cappel
Albert Cappel (* 18. November 1921 in Pfeddersheim; † 21. Juli 2018) war ein deutscher Diplom-Meteorologe. Er gehörte zum ersten Team von Klimatologen, die live im deutschen Fernsehen Wettervorhersagen machten.

## Wirken
Albert Cappel arbeitete ab 1959 beim Deutschen Wetterdienst in Offenbach am Main sowie zeitweise in der Außenstelle in Neustadt an der Weinstraße. Von 1981 bis zu seiner Pensionierung 1984 war er im Offenbacher Sitz des Deutschen Wetterdienstes Leiter des Wetteramtes Frankfurt.
Mit dem Sendebeginn des ZDF und der Erstausstrahlung der Heute-Nachrichten wurde erstmals im Deutschen Fernsehen das Wetter von einem Moderator präsentiert. Cappel gehörte hierbei von Beginn an zum Team der Heute-Sendung und erklärte bis 1988 den Zuschauern das Wetter.
Cappel veröffentlichte zahlreiche wissenschaftliche Werke, darunter mehrere klimatologische Grundlagen- und Nachschlagewerke.

## Werke (Auswahl)
- Zusammen mit Peter Emmrich: Zwei Wetterkatastrophen des Jahres 1972. Der Niedersachsen-Orkan und das Gewitterunwetter von Stuttgart = Berichte des Deutschen Wetterdienstes 135. Deutscher Wetterdienst, Offenbach am Main 1975. Ohne ISBN.
- Zusammen mit Margret Kalb: Das Klima von Hamburg. Analyse für Zwecke der angewandten Klimatologie mit Datenkatalog =  Berichte des Deutschen Wetterdienstes; 141. Deutscher Wetterdienst, Offenbach am Main 1976. Ohne ISBN.
- Zusammen mit Manfred Kurz: Dokumentation zum grossräumigen Wetterablauf während des MESOKLIP-Experimentes im September 1979. In: Franz Fiedler und Thomas Prenosil: Das MESOKLIP-Experiment. Mesoskaliges Klimaprogramm im Oberrheintal = Wissenschaftliche Berichte des Meteorologischen Instituts der Universität Karlsruhe 1. Meteorologisches Institut der Universität Karlsruhe, Karlsruhe 1980. Ohne ISBN.
- Zusammen mit Margret Kalb und Helmut Schmidt: Klimatologische und statistische Grundlagen als Erläuterungen für Klimabearbeitungen. Deutscher Wetterdienst, Offenbach am Main
  - 1. Auflage: 1983. Ohne ISBN.
  - 2. Auflage: 1988. Ohne ISBN.
- Zusammen mit Gerhard Kluge, Margret Kalb und Helmut Schmidt: Das Klima ausgewählter Orte der Bundesrepublik Deutschland = Berichte des Deutschen Wetterdienstes 213. Deutscher Wetterdienst, Offenbach am Main 2000. ISBN 978-3-88148-363-6